# Exuma (Bahamas)
Exuma ist der Name eines Distrikts der Bahamas, der aus über 360 Inseln besteht.
Die Inselgruppe ist wegen ihrer Riffe und Höhlen ein beliebtes Ziel für Segler und Taucher. Viele unbenannte Strände und Höhlen sowie vor der Küste liegende Riffe sind Teil des geschützten Exuma National Land and Sea Park of the Bahamas National Trust.

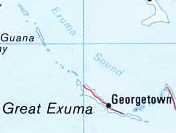
Karte

Die größte Insel ist mit 60 km Länge und einer Fläche von 72 km² Great Exuma. Dort befindet sich auch die größte Stadt der Inselgruppe, George Town, mit einer Bevölkerung von 1436 (Stand Volkszählung 2010). Ihren Namen trägt die 1793 gegründete Stadt zu Ehren des britischen Königs George III. Durch diese Stadt läuft der Wendekreis des Krebses.
Der Distrikt besitzt in der Stadt George Town mit dem Exuma International Airport einen Flughafen, der Flüge nach Nassau, Miami, Atlanta und Toronto anbietet. Die Ortschaft Staniel Cay besitzt zudem einen kleinen Flugplatz.

## Geschichte
Die Exumas wurden zuerst von den Lucayan-Indianern und anderen Arawaks bewohnt, die im 15. Jahrhundert versklavt wurden. Die Inseln waren in der Folge bis ins 17. Jahrhundert unbewohnt, wurden aber von Piraten als Versteck genutzt.
Exuma wurde um 1783 von amerikanischen Loyalisten besiedelt, die vor dem Revolutionskrieg geflohen waren. Auf diese Siedler gehen auch die Baumwollplantagen zurück. Lord John Rolle, einer der Siedler, ist eine wichtige Figur in der Geschichte der Insel. Bei seinem Tod im Jahr 1835 übertrug er all seinen Landbesitz in Exuma an seine Sklaven; zum Dank wurden mehrere Ortschaften nach ihm benannt (wie zum Beispiel Rolleville und Rolletown).
Beim Kentern eines überladenen Segelboots mit Flüchtlingen aus Haiti starben am 25. November 2013 mindestens zehn Menschen vor der Küste der südlich gelegenen Ortschaft Staniel Cay. Das Boot lief östlich der Ortschaft auf Grund. Die königlichen Verteidigungskräfte der Bahamas und die Küstenwache begannen nach dem abgesetzten Notruf sofort mit der Rettungsaktion und retteten mehr als 100 Haitianer.
2017 fand auf Great Exuma das Fyre Festival statt, ein luxuriöses Musikfestival, welches online und in den Medien für seine chaotische Organisation und die zahlreichen darauf folgenden Klagen berüchtigt wurde.